# (26314) Škvorecký
(26314) Škvorecký, désignation internationale (26314) Skvorecky, est un astéroïde de la ceinture principale.

## Description
(26314) Skvorecky est un astéroïde de la ceinture principale. Il fut découvert le 16 octobre 1998 à l'Observatoire Kleť par Jana Tichá et Miloš Tichý. Il présente une orbite caractérisée par un demi-grand axe de 2,53 UA, une excentricité de 0,17 et une inclinaison de 7,2° par rapport à l'écliptique.

## Compléments